# Salim Ghazi Saeedi
Salim Ghazi Saeedi (19. juli 1981 i Tehran, Iran) er en iransk komponist og guitarist hvis genrer varierer fra progressiv metal og jazz fusion til klassisk avantgarde kammerrock og progressiv elektronisk rock og RIO (Rock in Opposition). Ydermere nogle kritikker, foretrækker kunstrock i stedet og genkender hans musik med minimalistisk fremgangsmåde.

## Biografi
Salim Ghazi Saeedi er født i 1981 i Iran, Tehran. I 1999 begyndte han selvlæring af guitar spil og musik komposition. Han har komponeret tre album "Abrahadabra" (2006), "Sovereign" (2007) og "Ustuqus-al-Uss" (2008) med bandet Arashk. Han udgav sit fjerde album "Iconophobic" i 2010 i et enmands band i hvilken han spillede rollen som komponist, guitarist, keyboard spiller, trommeslager, mix-tekniker og producer. I 2011 udgav han "Human Encounter".
Nogle kritikere har sammenlignet hans musik med Univers Zero, Art Zoyd, John Zorn, Patrick O'Hearn, Mike Oldfield, Sufjan Stevens pg The Enid, Djam Karet pg Birdsongs of the Mesozoic, David Bedford, Richard Pinhas, ZNR, Mecano, Present, Aranis, hele den belgiske kammer rock sceneog Anne Dudley and Jaz Coleman. Tidsskriftet Harmonie sammenlignede hans guitarspil med King Crimsons Robert Fripp.
Hans albummer er konceptalbummer, som bruger elementer fra klassisk og elektronisk musik og progressiv rock med varierende brug af instrumenter. Han beskriver sig selv som "en som altid improviserer... både i optræden og komponering."

## Musikalske Indflydelse
Hans største indflydelse inkluderer Jeff Beck, Marty Friedman og Thelonious Monk. Salim siger om sin musik stil: "Jeg har aldrig besluttet mig til at komponere i progressiv genre. Jeg har faktisk bare en meget alsidig smag i at lytte til musik... Måske er det sådan at den progressive genre skabes. Du slipper sindet fri og det bliver progressivt!"

## Fodnoter
1. ↑  Windhawk, "Progarchives.com's review on Ustuqus-al-Uss album", ProgArchives, May 23, 2009
2. ↑  MP, "Iconophobic Album Review Arkiveret 26. juni 2012 hos  Wayback Machine, Rezensator.de, 2010
3. 1 2 3  Lee Henderson, "Iconophobic Album Review", ProgNaut, October 13, 2010
4. ↑  Fred Trafton, Iconophobic Album Review Arkiveret 8. marts 2012 hos  Wayback Machine", GEPR, Jun 2011
5. ↑  Gary Hill, Iconophobic Album Review", Music Street Journal,  Issue 85, December 2010
6. ↑  Mr. Blue, Iconophobic Album Review", Music Waves webzine, Jun 2011
7. ↑  Siggy Zielinski, "Iconophobic Album Review", BabyBlaue.de prog-review, 17.10.2010
8. ↑  Harry 'JoJo' de Vries , "Iconophobic Album Review, Prog Opinions, 8.11.10
9. ↑  "Gary Hill, Iconophobic Album Review", Music Street Journal,  Issue 85, December 2010
10. ↑  Peter van Haerenborgh "Iconophobic Review", Progwereld, Mar 2011
11. ↑  Rob F., "Iconophobic Review (Webside ikke længere tilgængelig)", Leicester Bangs, Jun 2011
12. ↑  Philippe Gnana, "Iconophobic Review", Harmonie Magazine, #70, Nov 2010, p. 30
13. 1 2  "Salimworld.com Bio Page, salimworld.com